# Сухов, Валентин Михайлович
Валентин Михайлович Сухов (1907—1968) — советский государственный и хозяйственный деятель.

## Биография
Родился в 1907 году. Член ВКП(б) с 1940 года.
В 1930—1934 годах работал на заводе «Баррикады» (г. Сталинград) инженером, начальником электро-цеха.
С 1934 года на Горьковском заводе фрезерных станков главным инженером; главным механиком завода.
С 1940 года — главный механик, а с 1950 по 1957 год — директор Горьковского завода фрезерных станков.
С 1957 по 1960 год 1-й заместитель председателя Горьковского совнархоза.
С 1960 по 1963 год председатель Горьковского совнархоза.
С 1963 по 1965 год председатель Совнархоза Волго-Вятского экономического района.
С 1965 года заместитель министра станкостроительной и инструментальной промышленности СССР.
Умер 9 апреля 1968 года. Похоронен в Нижнем Новгороде на Бугровском кладбище.
Делегат XXII съезда КПСС. Депутат Верховного Совета СССР 6-го созыва.
Член Горьковского обкома КПСС.